# August Reinking

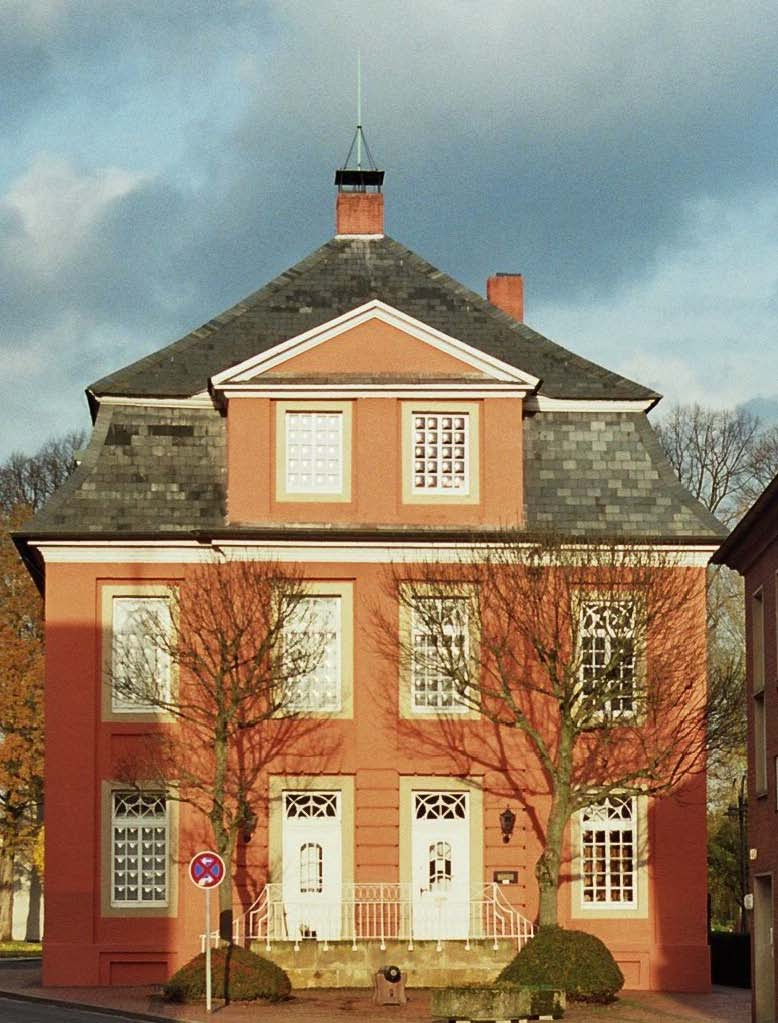
Arenbergische Rentei in Meppen

August Reinking (* 31. Januar 1776 in Rheine; † 1819 in Burgsteinfurt) war ein deutscher Architekt und Maler, er wirkte als Hofarchitekt des Grafen zu Bentheim-Steinfurt und des Herzogs von Arenberg.

## Werk
August Reinking war von 1802 bis 1804 für die Bauten im Steinfurter Bagno verantwortlich. Erhalten ist die nach seinem Plan von seinem Nachfolger Christian Teudt ausgeführte Neue Wache. Sie dient heute einem Golfclub als Kasino. Daneben existierten von ihm Eremitage, Eiskeller und Kaskade.
Ab 1804 wurde das Schloss Oberhausen für den Grafen von Westerholt-Gysenberg nach seinen Entwürfen realisiert. In Meppen sind von ihm die Arenbergische Rentei, die heute als Stadtmuseum genutzt wird, sowie der Eingangsrisalit vom Haus Heyl erhalten. Er entwarf eine Vielzahl weiterer Repräsentationsbauten, etliche davon in Rheine.
Ab 1811 war Reinking mit der Neugestaltung des Schlosses Velen im Auftrag Johann Ignatz Franz von Landsberg-Velen und dessen Frau Louise von Westerholt-Gysenberg beschäftigt. Reinking entwarf unter anderem einen imposanten klassizistischen Portikus mit dorischen Säulen für das Haus. In Velen, wie zuvor bereits in Oberhausen, arbeitete der Architekt mit dem Düsseldorfer Hofgärtner Maximilian Friedrich Weyhe zusammen, um Gebäude- und Gartenarchitektur zu verbinden.
1817 erstellte Reinking die Pläne für die klassizistische Umgestaltung des Schloss Brünninghausen in Dortmund für Gisbert von Romberg. Wiederum kooperierte der Architekt mit dem Gartenplaner Maximilian Friedrich Weyhe. Die Arbeiten am Haupthaus und an der Gartenarchitektur in Brünninghausen konnten nicht mehr vor dem Tod des Architekten abgeschlossen werden und wurden ab 1819 von Adolph von Vagedes fortgeführt.
Ende 1817 wurde Reinking abermals Baudirektor in Steinfurt. Er leitete Erweiterungsarbeiten des Bagnosees. 1819 wurden Wege, nach Beratung mit Weyhe, von Reinking gestaltet. Seine Pläne zum Umbau von Schloss Burgsteinfurt im Stil des Klassizismus wurden nicht umgesetzt. Die klassizistische Gestaltung des Hauses Stapel in Havixbeck geht auf Pläne August Reinkings von 1819 zurück. Deren Realisierung erlebte der Architekt jedoch nicht mehr.

## Nachlass
Sein Nachlass an Zeichnungen befindet sich im LWL-Landesmuseum für Kunst und Kulturgeschichte (ehem. Westfälisches Landesmuseum) in Münster.

## Familie
Reinking war ein Nachkomme des berühmten münsterschen Hofbaumeisters Gottfried Laurenz Pictorius, Erbauer u. a. des Schlosses Nordkirchen. Mit Anton Matthias Sprickmann aus Münster sowie den Geistlichen und Architekten Clemens Lipper und Wilhelm Ferdinand Lipper war er ebenfalls verwandt.

## Bilder

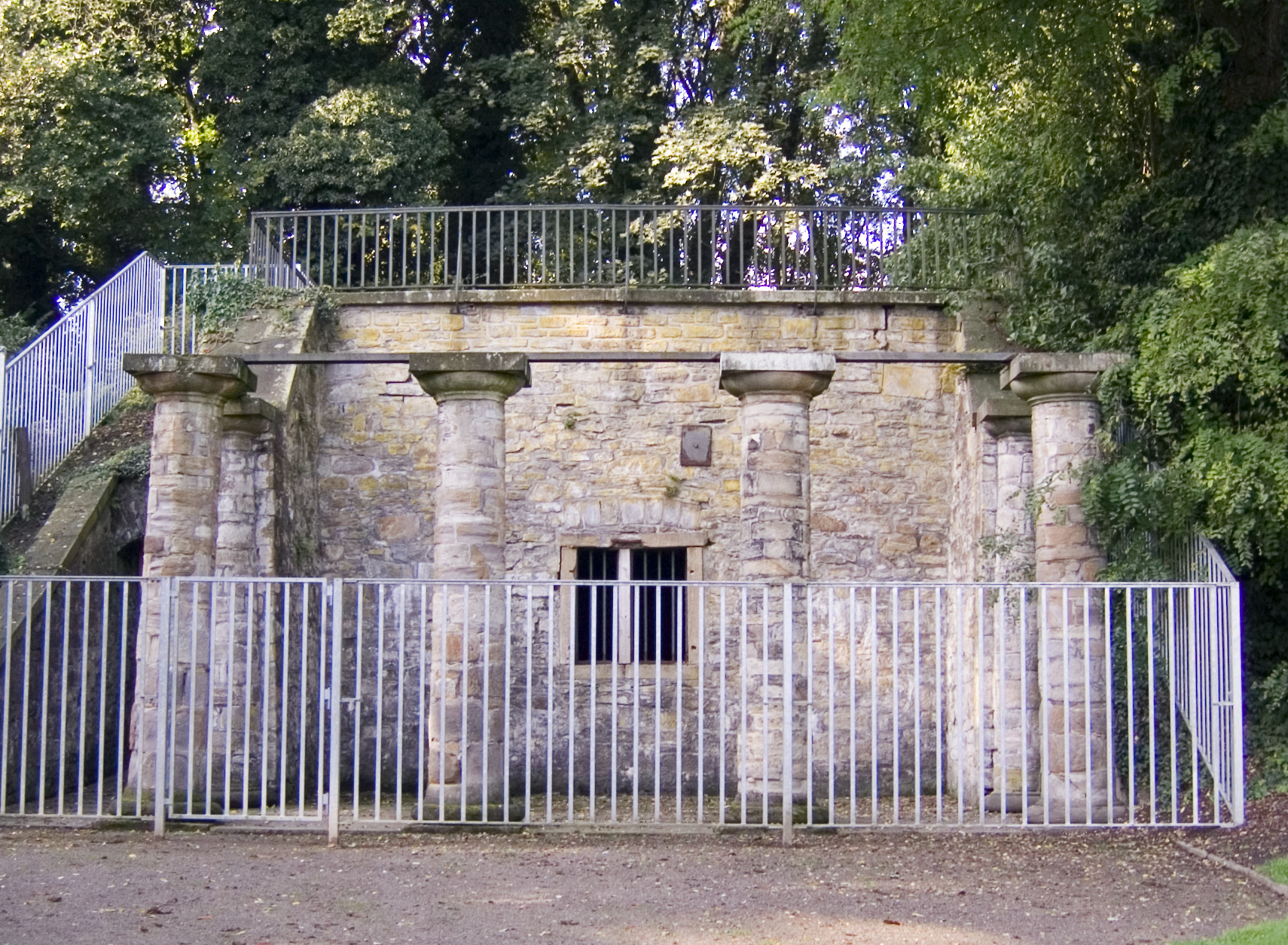
Der Eiskeller im Rombergpark zählt zu den letzten Arbeiten Reinkings
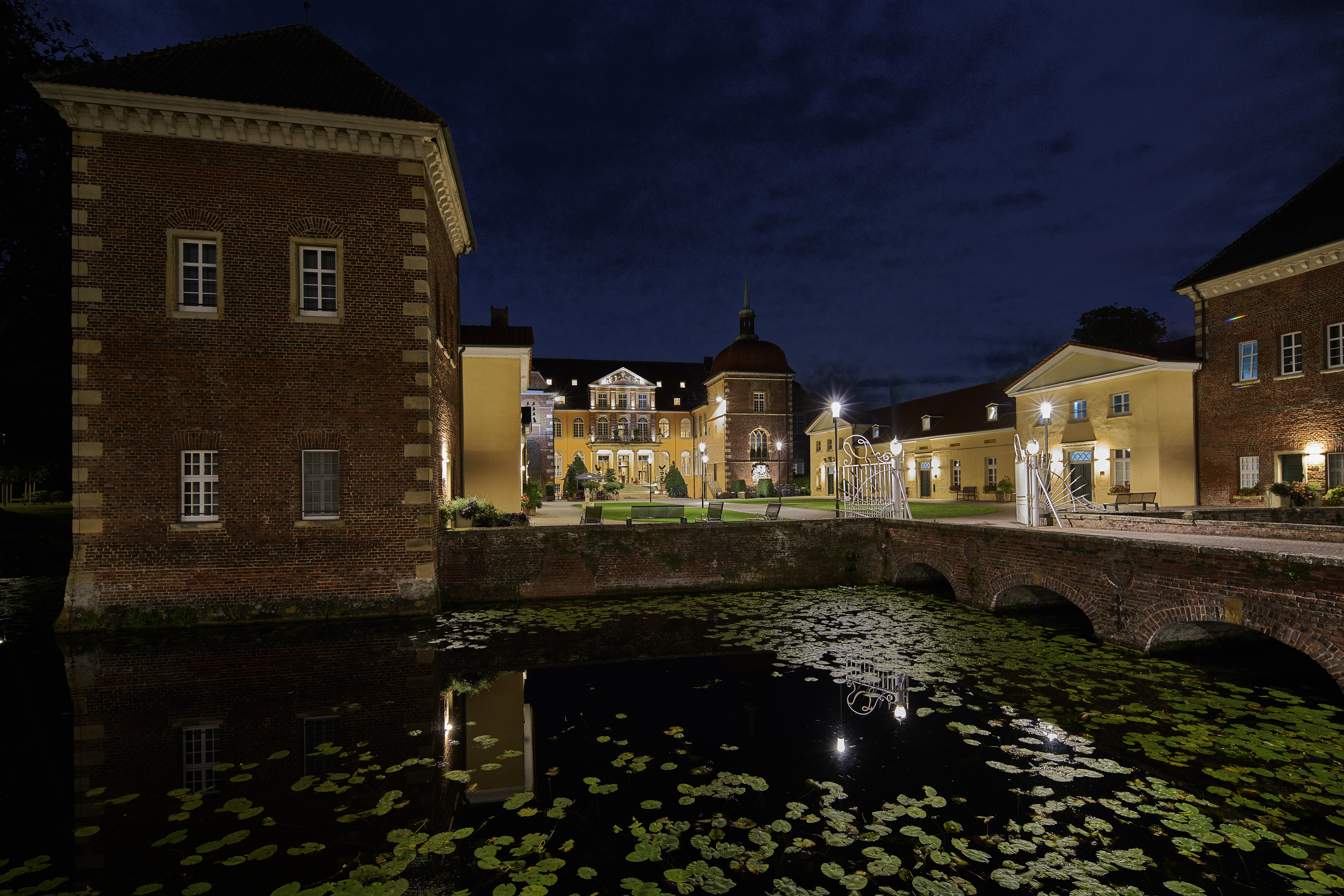
Schloss Velen in der Gestaltung Reinkings
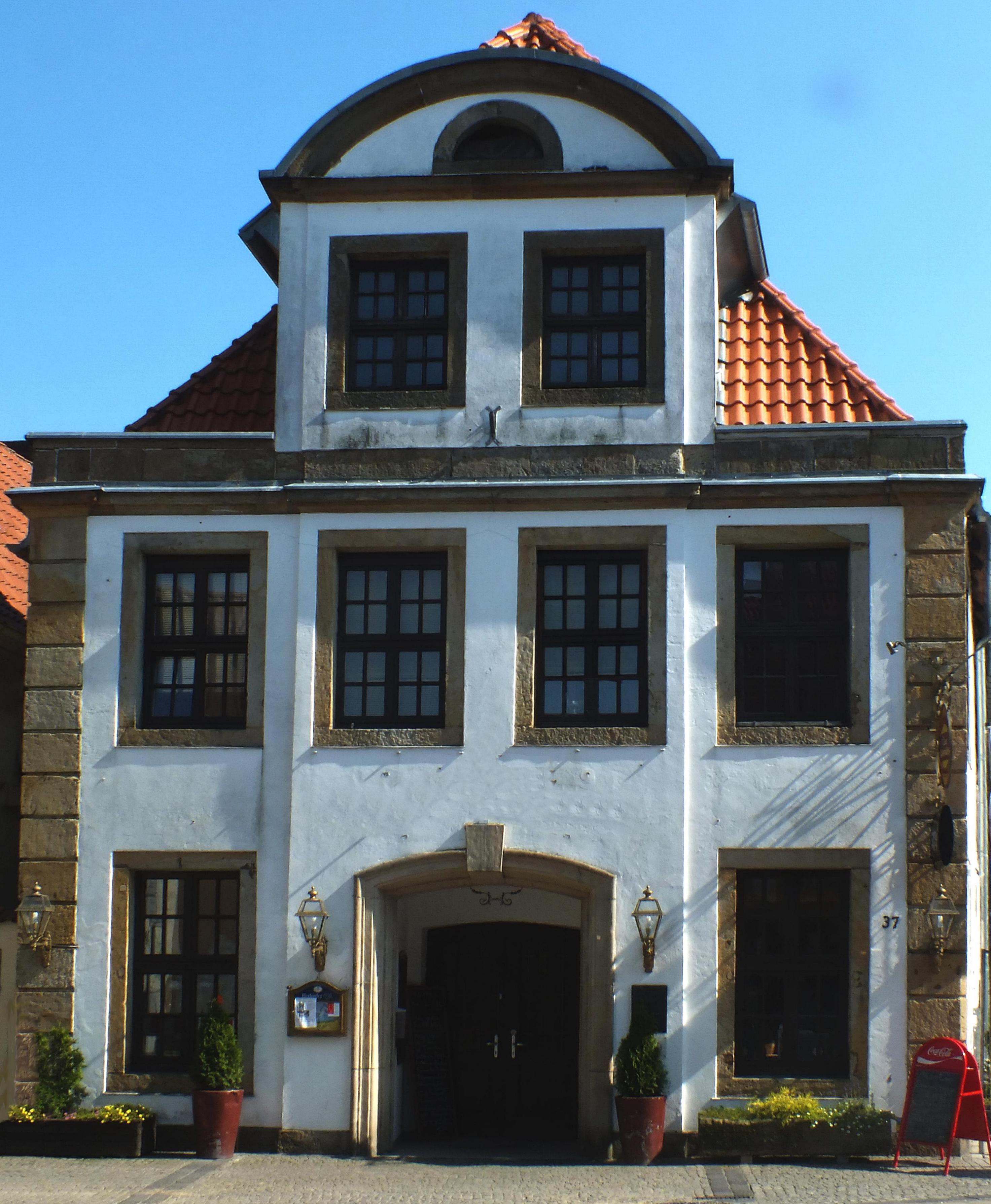
Einen kleinen Entwurf fertigte Reinking für einen Giebel in Rheine